# Fußballländerspiel Deutschland – Schweden 2012
Das Fußballländerspiel zwischen Deutschland und Schweden 2012 wurde am 16. Oktober 2012 im Rahmen der Qualifikation zur Fußball-Weltmeisterschaft 2014 in Brasilien zwischen den Nationalmannschaften aus Deutschland und Schweden im Berliner Olympiastadion ausgetragen. Es endete mit 4:4, wobei die deutsche Mannschaft zum ersten Mal in ihrer bis dahin 104-jährigen Länderspielgeschichte einen 4:0-Vorsprung verspielte.

## Vorgeschichte
Die Teams aus Deutschland und Schweden wurden Ende Juli 2011 in die gleiche Ausscheidungsgruppe gelost. Weitere Gruppenteilnehmer waren die Nationalmannschaften der Färöer, Irlands, Österreichs und Kasachstans. Bis zu diesem Spiel waren beide Mannschaften in der WM-Qualifikation ohne Punktverlust. Die Schweden hatten vier Tage vor dem Spiel in Berlin mit 2:1 in Tórshavn gegen die Färöer gewonnen, Deutschland siegte zwei Stunden später in Dublin mit 6:1 gegen Irland. Vor dem Spiel führte Deutschland die Tabelle an, gefolgt von Schweden, das zu diesem Zeitpunkt ein Spiel weniger absolviert hatte.
Nachdem Bundestrainer Joachim Löw das Aufgebot bekannt gegeben hatte, sagte Lars Bender aufgrund einer Erkrankung ab. Einen Tag später folgte auch noch die Absage von Mats Hummels. Für ihn wurde Heiko Westermann nachnominiert. Westermann hatte sein letztes Spiel für die Nationalelf ebenfalls gegen Schweden absolviert.
Die schwedische Nationalelf rekrutierte sich überwiegend aus Spielern, die in ausländischen Ligen unter Vertrag standen. Marcus Berg vom Hamburger SV war zu diesem Zeitpunkt der einzige Spieler im schwedischen Kader, der in der deutschen Bundesliga unter Vertrag stand. Die deutsche Mannschaft hingegen setzte sich zum Großteil aus Bundesliga-Akteuren zusammen. Lediglich Per Mertesacker, Lukas Podolski (beide FC Arsenal), Sami Khedira, Mesut Özil (beide Real Madrid) sowie Miroslav Klose (Lazio Rom) spielten im Ausland.
Die Länderspielbilanz zwischen der deutschen und der schwedischen Mannschaft sprach für die DFB-Elf. Von 35 Spielen hatte die deutsche Mannschaft 14 Partien gewonnen, während die schwedische zwölfmal erfolgreich war. Neun Partien endeten unentschieden. Das letzte Länderspiel datierte vom 17. November 2010, als sich die beiden Teams in Göteborg mit einem torlosen Unentschieden trennten.

## Spielverlauf
Nach zwei Minuten scheiterte Thomas Müller mit einem Hackenschuss an Schwedens Torwart Andreas Isaksson, der abgefälschte Nachschuss traf den Pfosten. Kurz darauf hatte Samuel Holmén eine Chance für die Schweden. In der achten Minute ging die deutsche Mannschaft in Führung: Nach einem Pass vom deutschen Kapitän Philipp Lahm auf Marco Reus verlängerte dieser zu Miroslav Klose, der aus halblinker Position zum 1:0 traf. Sieben Minuten später erzielte Klose auch das 2:0. Die gesamte erste Halbzeit war die deutsche Mannschaft Schweden überlegen. Das 3:0 fiel in der 39. Minute durch Per Mertesacker.
Zur Pause wechselte der schwedische Trainer Erik Hamrén Kim Källström für Pontus Wernbloom und Alexander Kačaniklić für Samuel Holmén ein. Anfangs war die DFB-Elf auch in der zweiten Halbzeit die bessere Mannschaft. In der 56. Minute erhöhte Mesut Özil auf 4:0.
Den ersten Treffer für die Schweden erzielte Ibrahimović in der 62. Minute. Bereits zwei Minuten später traf Mikael Lustig zum 2:4. Schweden wurde zunehmend offensiv und Johan Elmander erzielte in der 76. Minute nach einer Flanke von Kačaniklić den Anschlusstreffer zum 3:4. Fortan stürmten fast nur noch die Skandinavier und erzielten in der dritten Minute der Nachspielzeit den Ausgleich. Nach einem Kopfball von Ibrahimović, der sich im Kopfballduell gegen Mertesacker durchsetzen konnte, markierte Rasmus Elm per Direktabnahme das 4:4. Unmittelbar nach dem schwedischen Torerfolg beendete der portugiesische Schiedsrichter Pedro Proença das WM-Qualifikationsspiel.

## Reaktionen
Während bei Akteuren der deutschen Mannschaft Enttäuschung herrschte, war bei der schwedischen Jubel und zum Teil Verwunderung über das Ergebnis vorzufinden. Während von einigen schwedischen Spielern die Abwehrleistung nach der 4:0-Führung kritisiert wurde, sprach beispielsweise der schwedische Trainer Hamrén von einem historischen Spiel. Rainer Holzschuh, Herausgeber des Kicker-Sportmagazins, beklagte das Fehlen von Führungspersönlichkeiten in der deutschen Mannschaft. Rafael Buschmann, Journalist von Der Spiegel, empfand die „gefühlte Niederlage“ schlicht „nur peinlich“ und meinte, dass die deutsche Mannschaft nicht aus früheren Fehlern gelernt habe. Die internationalen Presse sprach unter anderem von einem „verrückte[n] Spiel“ (Record, Portugal), einer „unglaubliche[n] Wende“ (Kurier, Österreich) und einer „Kapitulation“ der deutschen Mannschaft (The Independent, Vereinigtes Königreich). Bundestrainer Joachim Löw zeigte sich Tage später selbstkritisch und räumte persönliche Fehler ein.

## Historische Einordnung
In der Geschichte der deutschen Nationalmannschaft gab es zuvor drei Spiele, die ebenfalls 4:4 endeten: Am 14. April 1912 gegen Ungarn, nachdem die deutsche Mannschaft bis zur 59. Minute mit 4:1 geführt hatte, im letzten Spiel vor dem Ersten Weltkrieg am 5. April 1914 gegen die Niederlande, bei dem der deutschen Mannschaft, die zwischenzeitlich mit 3:1 führte, in der 90. Minute der 4:4-Ausgleich gelang, und am 12. November 1939 gegen Böhmen und Mähren, bei dem die deutsche Mannschaft zwischenzeitlich mit 0:3 zurücklag. Zudem gab es am 24. März 1912 gegen die Niederlande ein 5:5, bei dem Julius Hirsch vier Tore gelangen. Auch für Schweden war es das vierte 4:4. Die vorherigen drei Spiele mit diesem Ergebnis fanden am 28. September 1930 gegen Finnland (mit zwischenzeitlichem 1:4-Rückstand), am 26. Oktober 1958 gegen Dänemark, wobei die beiden Mannschaften jeweils abwechselnd ein Tor erzielten, und am 6. August 1972 gegen die Sowjetunion statt, wobei Schweden zwischenzeitlich mit 1:3 zurücklag. Remis mit mehr Toren gab es in der Geschichte der schwedischen Nationalmannschaft nicht.

## Weitere Entwicklung
Durch das Spielergebnis änderte sich an der Tabellenkonstellation wenig. Deutschland führte mit nun zehn Punkten die Tabelle vor Schweden mit sieben Punkten an, Irland und Österreich konnten durch Siege am gleichen Tag den Abstand zu den beiden führenden Mannschaften um je zwei Punkte verringern.
Fast auf den Tag genau ein Jahr später, am 15. Oktober 2013, gewann Deutschland das Rückspiel in Solna nach einer erneut torreichen Begegnung mit 5:3 (1:2), wobei Schweden zunächst mit 2:0 in Führung gegangen war. Bereits vor dem Spiel stand Deutschland als Gruppenerster fest, qualifizierte sich damit direkt für die WM-Endrunde und wurde schließlich bei der WM 2014 in Brasilien Weltmeister; Schweden als Gruppenzweiter schied nach den beiden Niederlagen in den Relegationsspielen gegen Portugal aus.